# Pacheco de Melo (Córdoba)
Pacheco de Melo es una localidad del Departamento Juárez Celman, en la zona centro-sur de la provincia de Córdoba, Argentina.
Se ubica sobre la ruta provincial 4 a 309 km de Córdoba capital, a 46 km de La Carlota y 42 km de Laboulaye.
Su actividad económica es principalmente agropecuaria.

## Población
Cuenta con 136 habitantes (Indec 2022), lo que representa un incremento del 126% frente a los 60 del censo anterior. Su población ha disminuido considerablemente en relación con los 320 habitantes que alcanzó en los años 1960, cuando aun funcionaba el ramal ferroviario que la vinculaba con Laboulaye.
| Gráfica de evolución demográfica de Pacheco de Melo entre 1960 y 2022 |
|                                                                       |
| Fuente: Censos nacionales del INDEC                                   |